# Cisai-Saint-Aubin
Cisai-Saint-Aubin è un comune francese di 197 abitanti situato nel dipartimento dell'Orne nella regione della Normandia.

## Società

### Evoluzione demografica
Abitanti censiti